# 海杧果
海杧果（学名：Cerbera manghas Linn.），中國大陸稱海杧果，別稱海芒果、山檨仔、猴歡喜、海檨仔、黃金茄、山杧果、牛金茄、牛心荔、黄金调、山杭果、香军树、水漆等，屬夾竹桃科海杧果屬。海杧果為常綠小喬木。由於葉片及果實外形貌似芒果，及主要生長地為熱帶沿海的砂地上或近海的河流兩岸，因而為名。
全株含有白色有毒乳液，而當中種子毒性為最強。海杧果原產於為印度、緬甸、馬來西亞、菲律賓、琉球、澳洲、臺灣，以及中國大陆的廣東和海南。海杧果屬約有9種。

## 形態
樹高可達8公尺。特徵葉為單葉互生，長圓形或狹卵形，長6至37公分，寬2.3至7.8公分。花期為3至10月，花生成聚繖花序，花冠細長為綠白或淡粉紅色，中心有黃、橘、紫紅色，左旋裂片，共5瓣。果期為7至12月，果實初呈綠色，成熟時為紫色。果皮光滑，內為木質纖維層，便於海中保存一段時間，因而可借助海流散布，是海岸林植物傳播的特殊方式。由於外型非常漂亮並具有強韌的生命力，故被廣泛栽植為行道園景樹。
在人工繁殖海杧果过程中，海杧果坚硬的木质纤维层使其在短时间内难以发芽，在野外一般需要等待种皮慢慢腐烂，人工直接栽培至少要等待半年左右才会发芽，但一旦突破种皮，只要条件适宜，海杧果幼苗将生长得十分迅速。

## 生态
海杧果属于典型的海岸林树种和半红树植物，具有较强的耐盐能力，其轻质的中空果实非常有利于随海水漂流传播。在红树林中，海杧果通常生长在高潮带至潮上带，仅大潮时根部会被海水浸没。
一些鸟类对于海杧果及其同属植物的毒性是免疫的，目前已观察到戈芬氏凤头鹦鹉会制作工具打开海杧果的木质纤维层，取食其中的种仁。

## 毒性
果皮含海杧果碱、毒性苦味素、生物鹼、氰酸，人畜誤食可能致命。種子含强心苷、黃色夾竹桃苷、單乙酰黃夾次甙乙、氫氰酸。果實汁液則可作老鼠藥之用。

### 徵象
誤食會引起噁心、嘔吐、腹痛、腹瀉、手腳麻痺、冒冷汗、血壓下降、呼吸困難等症狀，嚴重者可能致命。

## 中醫用途
中醫認為根部具有袪風濕的功效，而樹汁則有強心作用。但因含劇毒只宜外敷，而不能內服。。乳汁卻可在醫療上利用為催吐劑。

## 類似品種

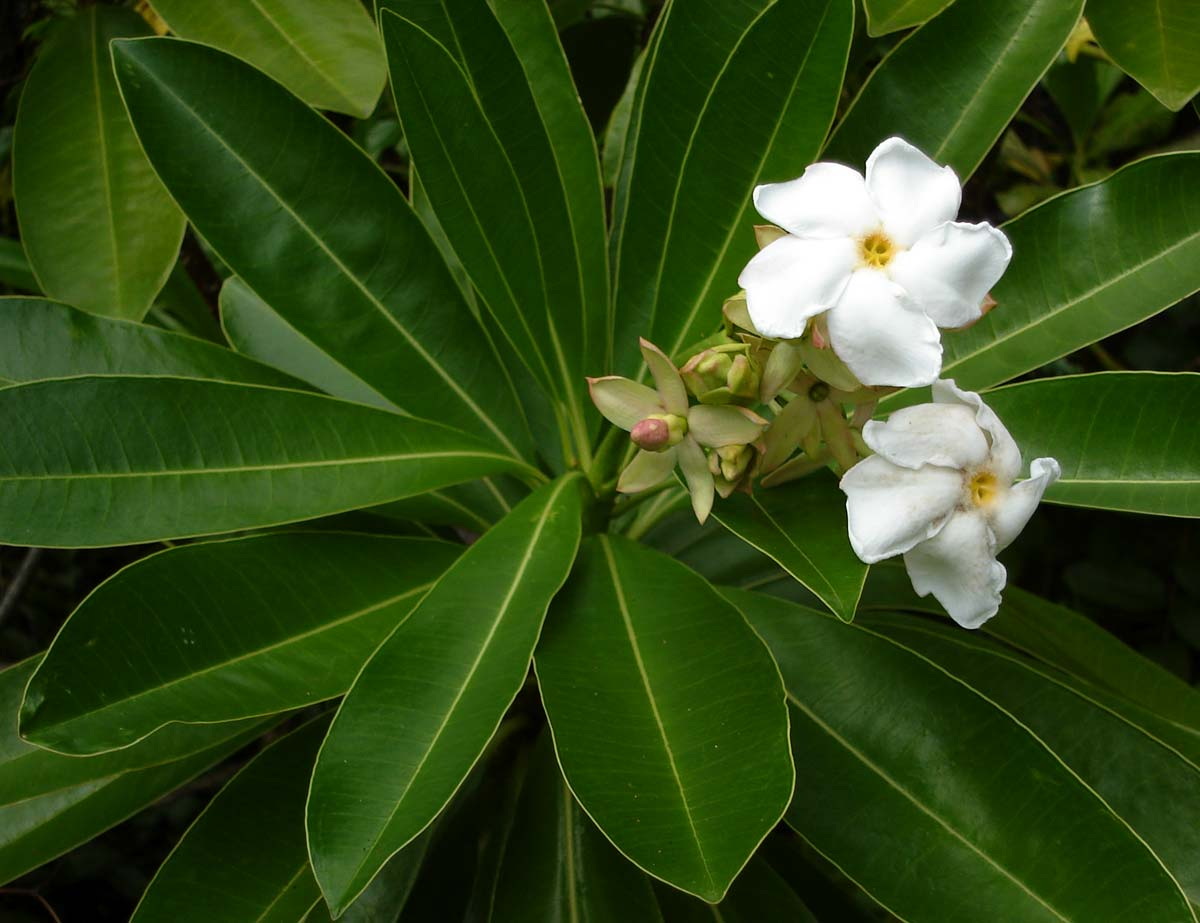
白花海杧果（Cerbera odollam）

白花海杧果，英文有「自殺樹」（Suicide tree）之稱。白花海杧果，花是白色，5瓣，喉部黃色。核果圓形，熟時紅色，莖、葉、果均有毒。

### 腳註
1. ↑  昆明植物研究所. . 《中国高等植物数据库全库》. 中国科学院微生物研究所.   [2009-02-24]. （原始内容存档于2016-03-05）.
2. ↑  編號：00085 / 植物名：海檬果[永久] - 國立佳冬高級農業學校校園行動學習數位教材典藏系統
3. ↑  . 農業主題館·藥用植物主題館·認識藥用植物·海濱植物. 行政院農業委員會·花蓮區農業改良場. 2019-09-20  [2023-04-07]. （原始内容存档于2023-04-07）.
4. ↑  . 澳門民政總署，澳門自然網.   [2007-07-17]. （原始内容存档于2007-08-22）.
5. ↑   (PDF). 香港植物標本室，香港漁農自然護理署.   [2007-07-17]. （原始内容 (PDF)存档于2007-09-27）.
6. ↑  臺灣省立基隆高級中學　編. . 臺灣基隆市: 臺灣省政府敎育廳. 1981-02-20: 48. OCLC 814127427.
7. ↑  海檬果 的存檔，存档日期2011-07-05. - 葫蘆中醫藥
8. ↑  小心，劇毒就在你身邊！常見的海檬果 （页面存档备份，存于） - ETtoday 新聞， 2011年12月6日
9. ↑  
. 臺灣國立中國醫藥研究所. （原始内容存档于2007-09-27）.

### 文獻
- 何孟恆：《香港有毒植物》，香港：市政局，1988年，第60頁
- 香港圖藝學會、中國科學院華南植物園 ：《香港古樹名木》，香港：天地圖書，2006年11月，第204-205頁
- 《香港自然圖鑑系列3 香港海岸植物》，朱惠玲 著，野外動向有限公司 出版，2005年7月，第71頁。ISBN 988-98539-3-0。

## 外部連結
- 樹木谷 海杧果 （页面存档备份，存于）
- 台灣常見觀賞植物 （页面存档备份，存于）
- 更多海檬果的介紹 （页面存档备份，存于）
- 海杧果, Haimangguo （页面存档备份，存于） 藥用植物圖像數據庫 (香港浸會大學中醫藥學院) （繁體中文）（英文）